# 邁澤圖爾

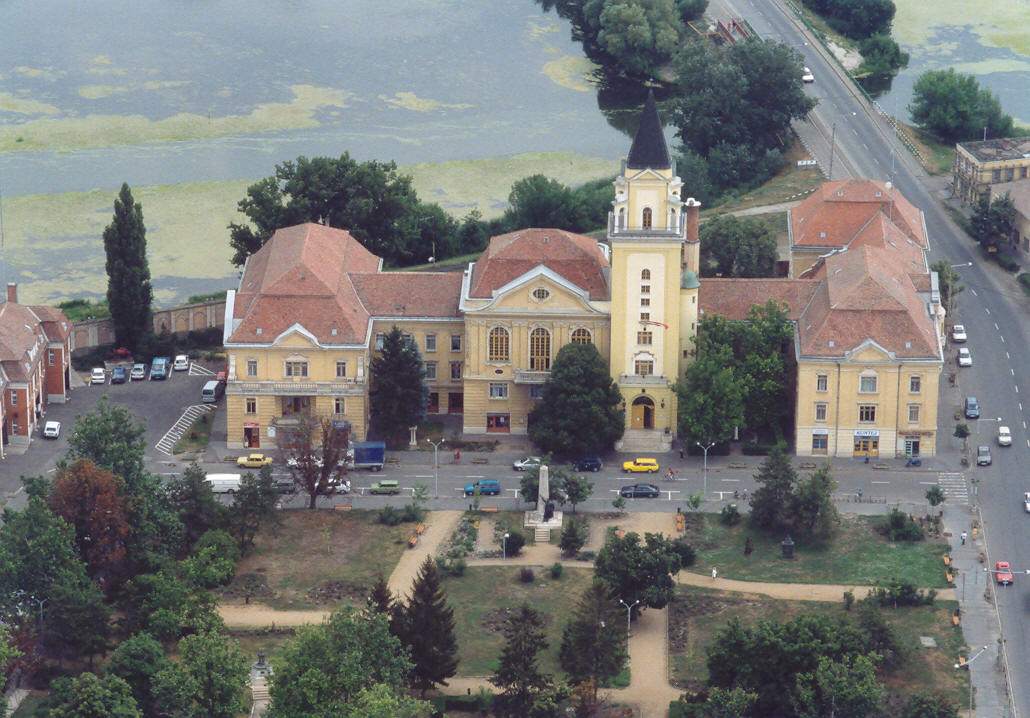

邁澤圖爾是匈牙利的城鎮，位於該國東部，距離首都布達佩斯88公里，由加茲-納傑孔-索爾諾克州負責管轄，面積289.72平方公里，2011年人口17,620。

## 外部連結
- Official site
- （页面存档备份，存于）

47°00′N 20°38′E / 47.000°N 20.633°E